# Sandy West (baterista)
Sandra Sue Pesavento (Long Beach, 10 de julho de 1959 — San Dimas, 21 de outubro de 2006) conhecida pelo nome artístico de Sandy West, foi uma baterista, cantora, compositora e musicista estadunidense. Ela foi saudada por vários fãs e críticos por ser uma baterista que trouxe inovações. Ela foi a primeira mulher baterista a angariar popularidade e aclamação da crítica na área do rock, e foi também uma das membras fundadora da banda The Runaways, uma banda de Rock and Roll, formada nos anos 70, que tinha apenas mulheres na sua formação.

## Começo
Sandy nasceu em Long Beach, California. Quando ela tinha apenas 9 anos de idade, seu avô comprou a ela uma bateria, e, por ser uma ávida fã de rock anos 60, ela começou a praticar imediatamente. Ela provou ter um talento natural e não demorou muito para que ela se tornasse uma baterista veloz e proficiente.

## The Runaways
Guiada por sua ambição de ser uma baterista profissional, ela procurou por diversos músicos no sul da Califórnia, com a ideia de formar uma banda de rock formada apenas por mulheres. Em 1975, ela conheceu o produtor Kim Fowley, que deu para ela o número do telefone de uma jovem garota que também queria formar uma banda, a guitarrista Joan Jett. Quando Joan e Sandy encontraram-se logo em seguida (Joan pegou um ônibus para a casa de Sandy para fazer um ensaio), elas perceberam que uma energia palpável aconteceu entre elas, e o início do Runaways, sem dúvida alguma, ocorreu naquele dia. As garotas, consequentemente, tocaram algumas músicas para Fowley, que concordou em ajudá-las a encontrar outras garotas para completar a banda. Foi então que Lita Ford e Cherie Currie juntaram-se a elas.
Após quatro anos de gravações e turnês por todo o mundo, inclusive no Japão, onde a banda havia conseguido certo prestígio, o Runaways acabou em 1979. Como ocorre frequentemente no mundo da indústria musical, as garotas, incluindo Sandy, não saíram bem financeiramente, mesmo com todo o material produzido. Sandy fez diversas tentativas para continuar sua carreira como baterista profissional, tocando em várias bandas pelo sul da Califórnia, lançando um álbum solo intitulado "The Beat is Back", em bom português, algo como "A Batida Está de Volta", e formando a "The Sandy West Band". Entretanto nenhum desses empreendimentos produzidos trouxe rendimentos produtivos, obrigando Sandy a gastar muito tempo de sua vida pós-Runaways trabalhando fora do ramo musical.
Sandy apareceu no filme Edgeplay: A Film About the Runaways, um documentário sobre o The Runaways produzido e dirigido pela baixista da banda, Victory Tischler-Blue. Nas entrevistas que Sandy deu ao documentário, ela conta todas as coisas que ela precisou fazer por dinheiro. Ela trabalhou a maior parte do seu tempo em construção, e, por um período menor de tempo, trabalhou como bartender e assistente de veterinário. Na entrevista, ela conta também que já cometeu coisas terríveis por causa de dinheiro, e que inclusive quebrou o braço de uma pessoa por causa do dinheiro que devia.

## Morte
Em 2005, Sandy foi diagnosticada com câncer de pulmão, que mais tarde acabou espalhando-se por seu cérebro. Sandy faleceu no dia 21 de outubro de 2006, aos 47 anos. Joan Jett falou a respeito de sua morte: “Nós dividimos o sonho de ser apenas garotas tocando Rock and Roll. Sandy foi uma baterista exuberante e poderosa”, e adicionou “Eu estou superando a perda da minha amiga. Eu sempre disse a ela que nós mudamos o mundo.”
Cherie Currie, a vocalista inicial do The Runaways, completou: "Sandy West foi tranquilamente a melhor mulher baterista em toda a história do Rock and Roll. Ninguém competia ou chegava perto dela. Mas a coisa mais importante era o seu coração. Sandy West adorava seus fãs, seus amigos e sua família. Ela faria qualquer coisa pelas pessoas que ela amava. Subir aos palcos novamente nunca mais será a mesma coisa para mim, pois Sandy West era a melhor e eu sentirei falta dela."

## Filme
Sandy West foi revivida no filme The Runaways em 2010. Ela foi interpretada pela atriz Stella Maeve, juntamente com Kristen Stewart, Dakota Fanning e Scout Taylor-Compton, que interpretará Joan Jett, Cherie Currie e Lita Ford, respectivamente.

## Legado
Time Magazine descreveu West como a "baterista pioneira do rock."

## Discografia
- The Runaways (1976)
- Queens of Noise (1977)
- Live in Japan (1977)
- Waitin' for the Night (1977)
- And Now... The Runaways  (1978)
- Flaming Schoolgirls (1980)
- Little Lost Girls (version americana do "And Now... The Runaways") (1981)
- Born to be Bad (compilação das primeiros gravações demos) (1993)
- 20th Century Masters - The Millenium Collection: The Best of The Runaways (1999)